# Ham at the Garbage Gentleman's Ball
Ham at the Garbage Gentleman's Ball è un cortometraggio muto del 1915 diretto da Chance Ward.

## Produzione
Il film fu prodotto dalla Kalem Company.

## Distribuzione
Distribuito dalla General Film Company, il film - un cortometraggio di una bobina - uscì nelle sale cinematografiche statunitensi il 16 marzo 1915.